# Bazilica Sfântul Servatius din Maastricht
Bazilica Sfântul Servatius din Maastricht (în neerlandeză Servaasbasiliek) este un monument istoric și de arhitectură romanică din Maastricht. Lăcașul este considerat drept cea mai veche biserică din Țările de Jos păstrată până în prezent.
Bazilica adăpostește așa numitul „Tezaur al Sfântului Servatius”, cu obiecte artistice realizate de maeștri italieni.

## Galerie de imagini

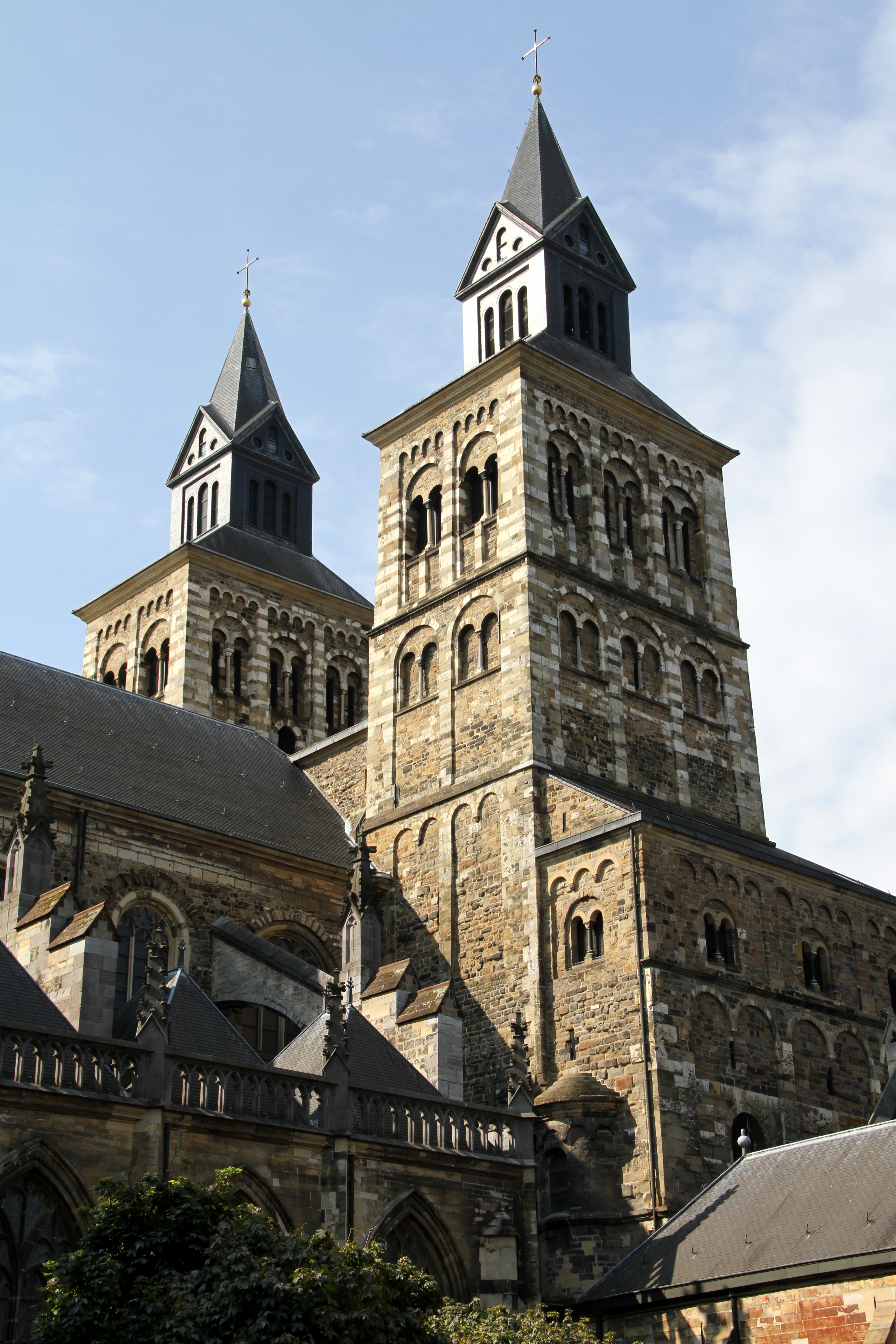
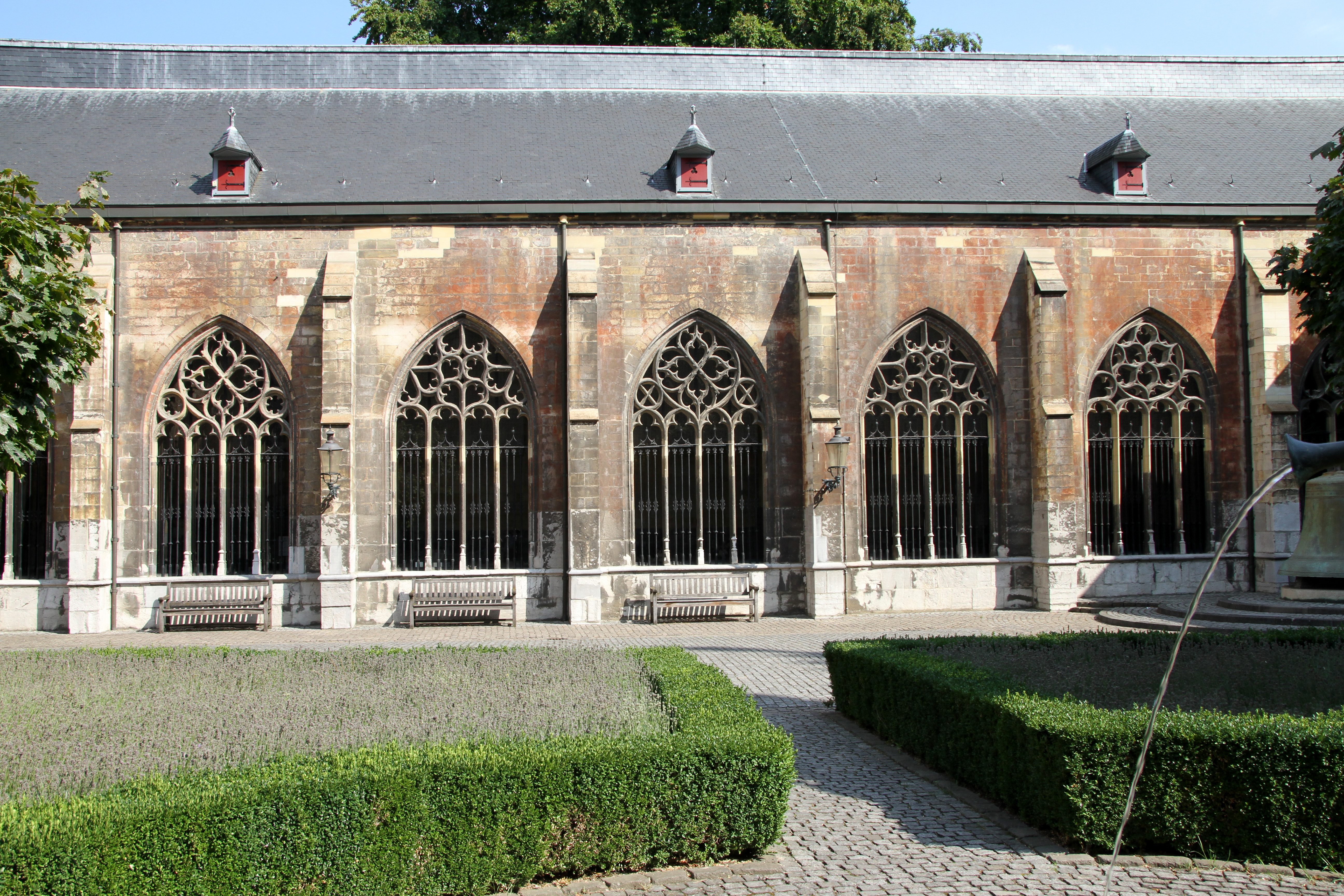
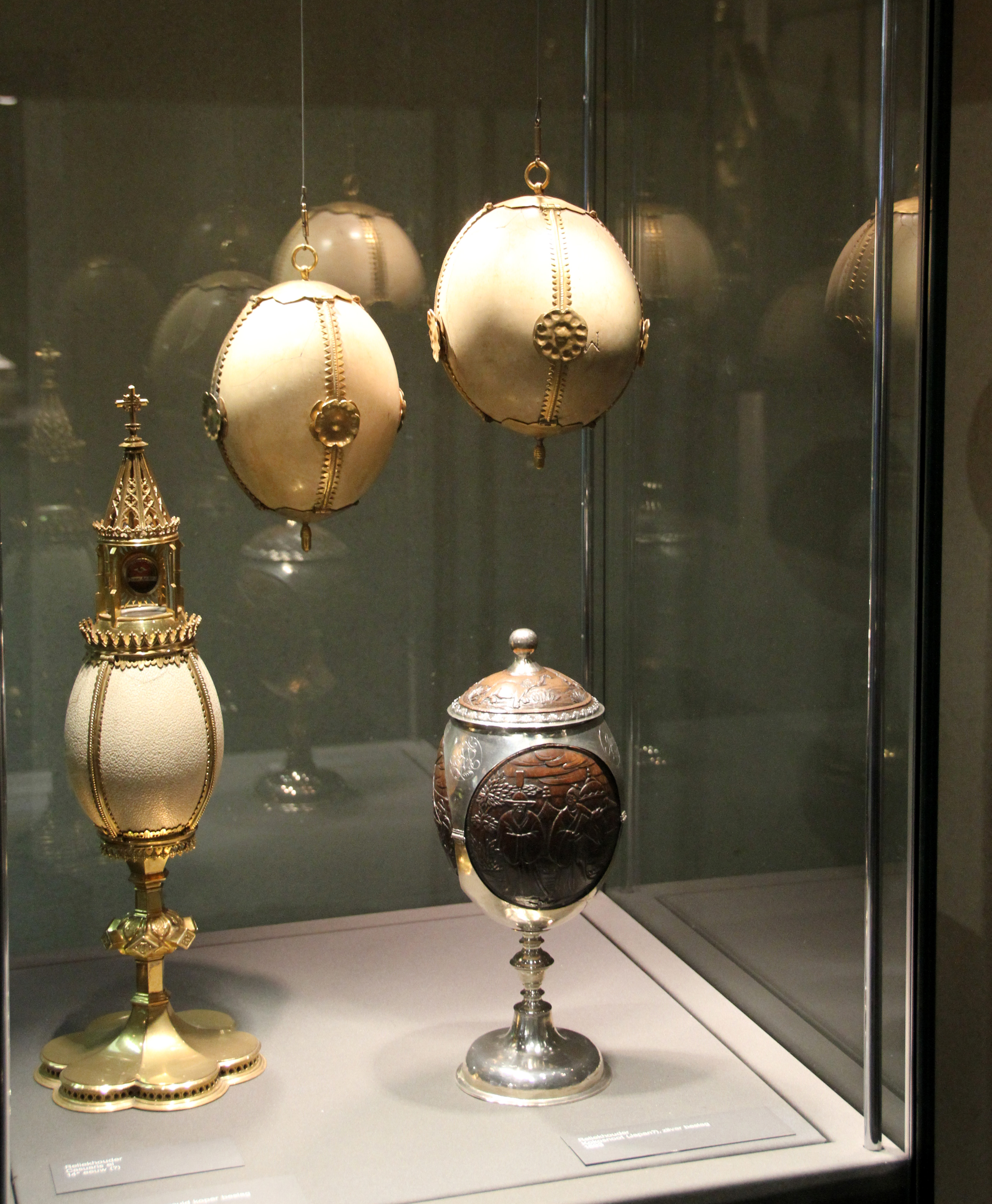
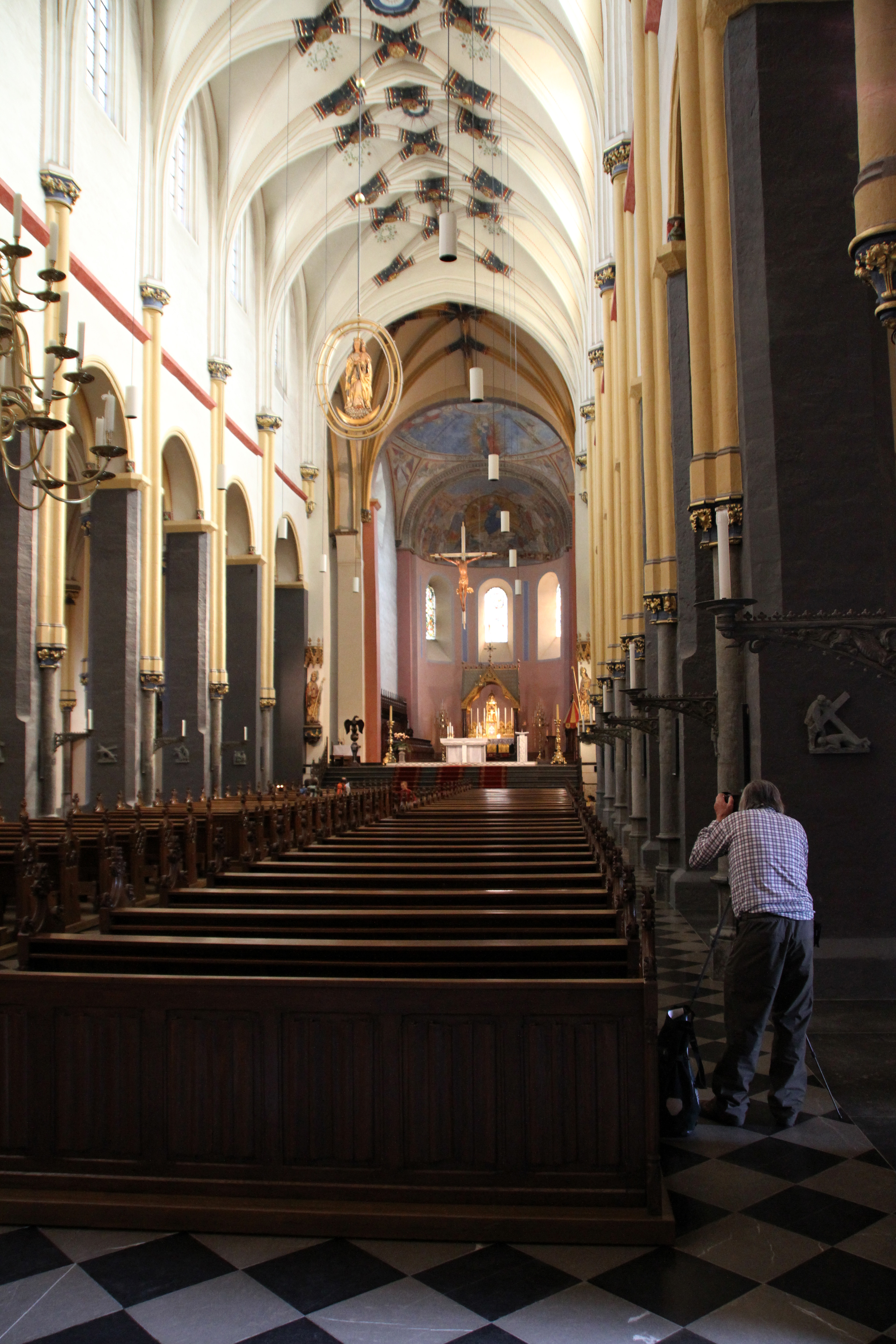
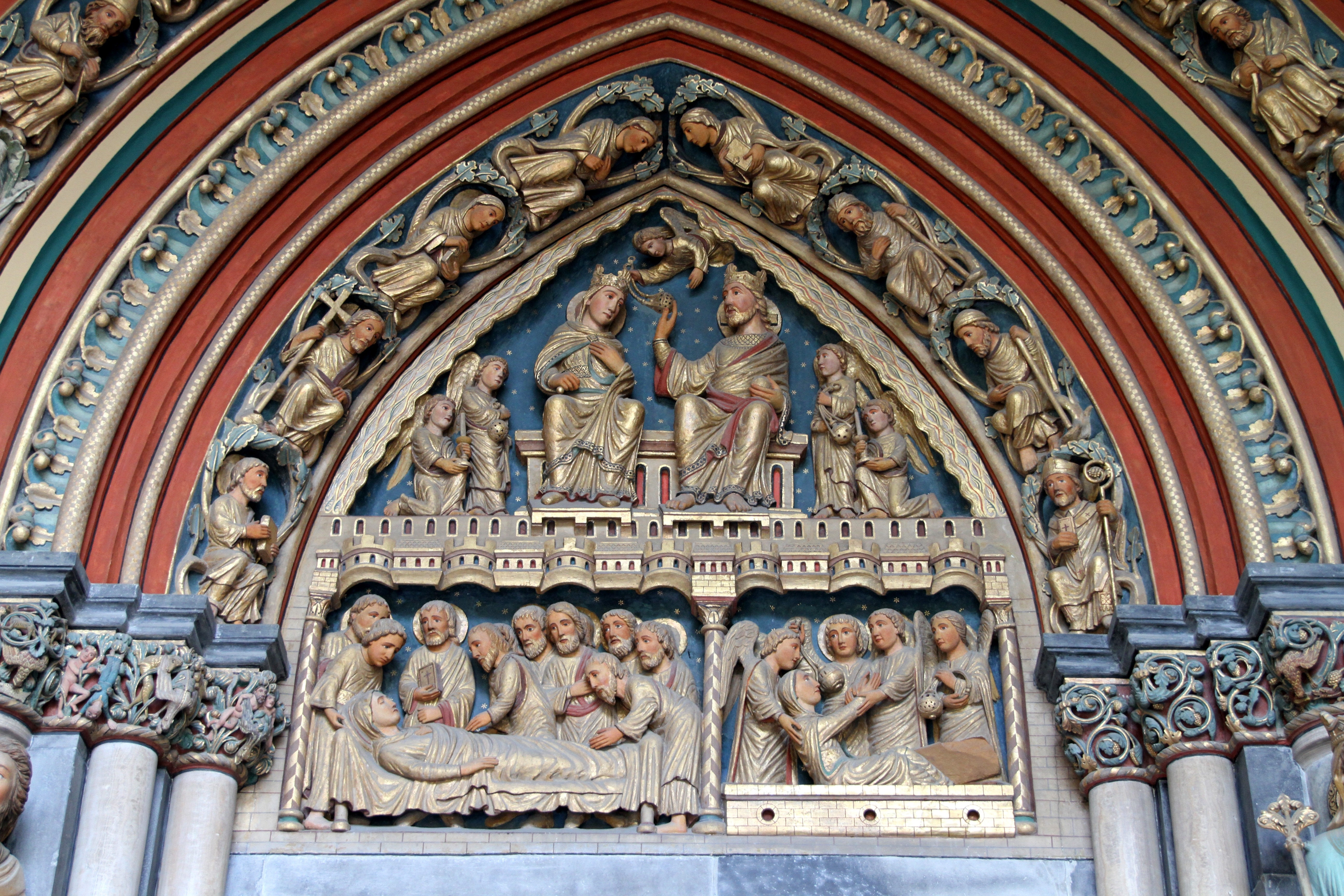
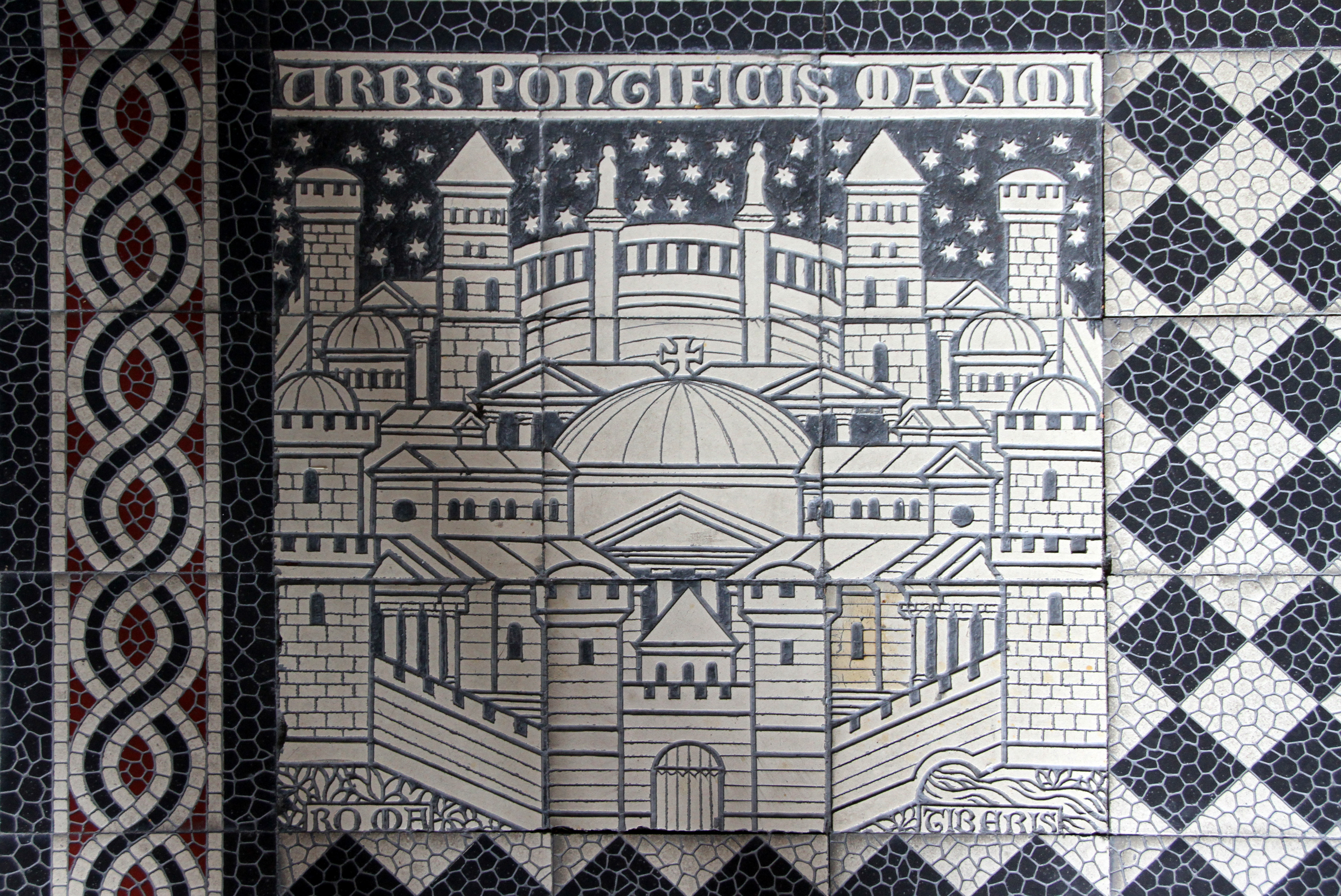